# Миодраг Кривокапић (фудбалер)
Миодраг Кривокапић (Никшић, 6. септембар 1959) бивши је југословенски фудбалер.

## Каријера
Каријеру је започео у ФК Сутјеска из Никшића (играо од 1979-1983). У дресу тада друголигаша је одиграо 81 меч и постигао 2 гола. Фудбалски се афирмисао у београдској Црвеној звезди за коју је наступао од 1983. до 1988. године и са којом је освојио две титуле првака (1984, 1988) и један трофеј Купа маршала Тита (1985).
Више од једне деценије играо у Шкотској, прво за Данди јунајтед (1988-1993), Мадервел (1993-95), Рејт Роверс (1996-97) и на крају за Хамилтон (1997-99).
За репрезентацију Југославије одиграо је пет утакмица. Дебитовао је 16. децембра 1987. против Турске у Смирни (резултат 3:2), последњи сусрет у националном тиму је одиграо 14. септембра 1988. против Шпаније у Овиједу (победа 2:1).
Након завршетка играчке каријере, опробао се и као тренер. На неколико утакмица 2001. био је вршилац дужности менаџера Мадервела, радио је у београдској Црвеној звезди. Од јула 2008. је у фудбалској академији шкотског Селтика у Ленокстауну, где је уз Криса Мекарта радио на стварању омладинског погона.

## Успеси
Црвена звезда
- Првенство Југославије: 1984, 1988.
- Куп Југославије: 1985.